# Vøringsfossen
Vøringsfossen ist ein Wasserfall in Norwegen. Die Fallhöhe beträgt 183 m, die größte Freifallstrecke des Wassers 145 m. Der Wasserfall liegt am Westrand der Hardangervidda in Eidfjord unweit des Rv 7, der Oslo mit Bergen verbindet.
Der Durchfluss des kleinen Flusses Bjoreio im Tal Sysendalen, in dessen Verlauf der Vøringsfossen liegt, ist seit den 1980er Jahren durch mehrere wasserbauliche Eingriffe reduziert. Zum einen wurde oberhalb des Wasserfalls der Nebenfluss Leiro durch den Bau des Sysendammen aufgestaut, wodurch der Stausee Sysenvatnet entstand. Zum anderen wird Wasser des Bjoreio über Tunnel in den Sysenvatnet geleitet. Der Durchfluss beträgt seitdem nur etwa 20–30 % des unregulierten Wertes. Er liegt in den Wintermonaten bei etwa 2–3 m³ pro Sekunde und erreicht ein Maximum im Juni, nach der Schneeschmelze im Frühjahr, von 75–82 m³ pro Sekunde. Aus touristischen Gründen muss allerdings im Sommer vom 1. Juni bis 15. September ein Mindestdurchfluss von 12 m³ pro Sekunde gewährleistet werden.

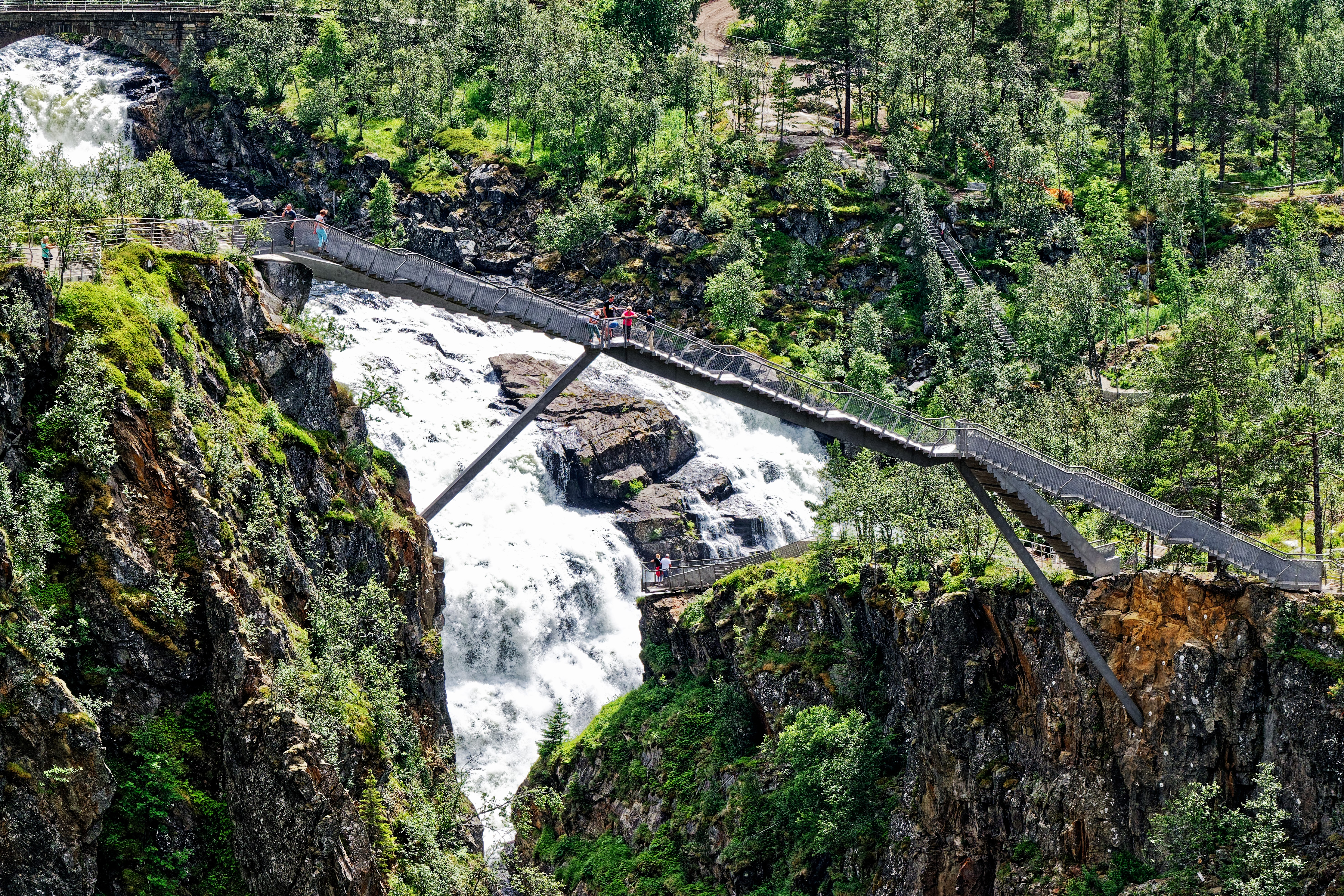
Brücke über den Vøringsfossen
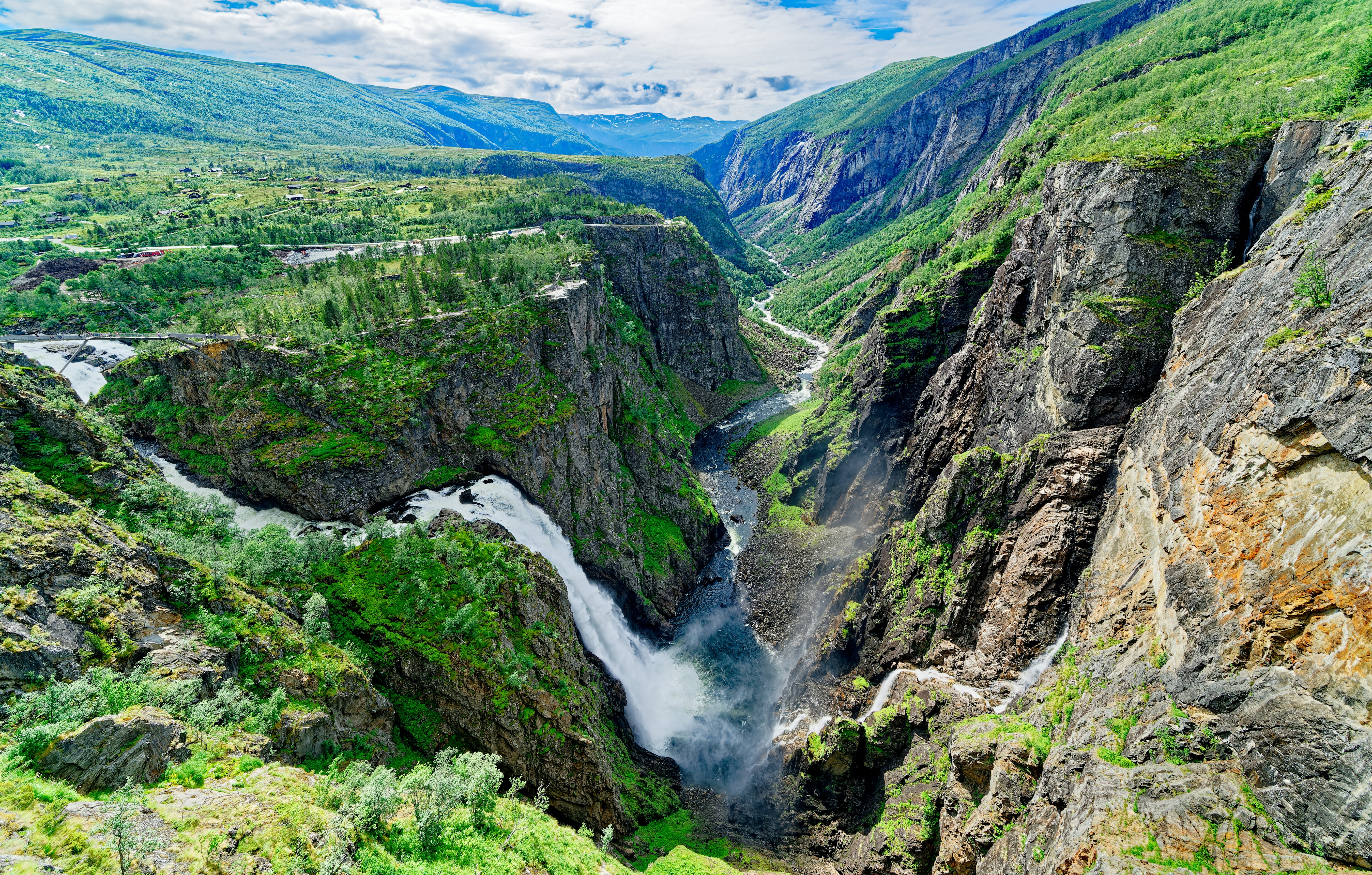
Der Wasserfall und die Schlucht